# Starup Kirke
Starup Kirke er en middelalderlig landsbykirke i Starup, tæt på Haderslev Fjords sydbred. Den er Sønderjyllands ældste kirke og eneste frådstenskirke og tillige eneste treskibede landsbykirke (basilika).

## Ladeplads
På stedet har Haderslev Museum fundet spor af en handelsplads brugt i sommertiden som kombineret handels-, håndværks- og boligområde. Egnen har været tæt befolket og rester fra gruber, ovne og ildsteder, samt affald, viser at der har været en livlig aktivitet, som har trukket omrejsende håndværkere og handelsfolk til. En spæd ansats til en transitrute over land til Ribe har ikke gjort tiltrækningen mindre. Fund af byggerester blandet med almindeligt affald muliggør en datering af kirkebyggeriet til omkring år 1100.

## Tidlig historie
Fra begyndelsen var kirken planlagt som en treskibet kirke, hvis grundsten er fundet. Murene har været rejst, men der er tvivl om der nogensinde har været tag over sideskibene, og om højkirkens mure har fået den påtænkte højde.
Pludselig, omkring år 1150, stoppede byggeriet, muligvis på grund af Haderslevs vækst som trafikknudepunkt med mulighed for lettere passage over fjorden. Sideskibenes mure blev revet ned og brugt som udfyldning i midterskibets arkader (buerne mod sideskibene), som så blev kirkens ydermure. I omkring 700 år har Starup Kirke været enskibet (apsis, kor og skib) og har i sit ydre fremtrådt som en almindelig romansk middelalderlig landsbykirke.
De nuværende sideskibe er rekonstruktioner fra en gennemgribende restaurering i årene 1908-18.

## Tårn
Fund tyder på, at der oprindeligt har været planer om enten et meget stort hovedtårn mod vest, eller to mindre tårne på sideskibene, men først omkring år 1450 fik kirken sit tårn, bygget i munkesten, men kun i to stokværk, så murkronen er lavere end skibets tagryg. Jernankrene viser årstallene 1591 og 1779, der angiver henholdsvis en skalmuring af tårnet i vest og syd, og en grundig istandsættelse af hele tårnet. Tårnets hidtidige spåntag blev i 1760 erstattet med bly, og spirets spids, der har været højere, blev på grund af nedstyrtningsfare afkortet i 1823. Samtidig er vindfløjen sat op. Endelig er i 1870 tårnets vestside (samtidig med våbenhuset) udhugget og cementeret.

## Sakristi
Sakristiet (gotisk) er en gang i middelalderen blevet forhøjet med en snes skifter, så murkronen kom i højde med korets.

## Våbenhus
Våbenhuset fra ca. 1540 har ved restaureringen (1908-18) måttet give plads til sideskibet. Den derved fjernede del af vestvæggen indeholdt et rum, sandsynligvis et benhus, med et indhold af menneskeknogler, som nu er begravet under kirkegulvet. Ovenover det var der et skab, som ifølge traditionen har været brugt til opbevaring af militsens øvelsesvåben. I sydvæggen er der en stor kamin (samtidig med våbenhuset), som i sin tid har været kirkens eneste varmekilde.

## Tag
Kirkens tag, oprindeligt spåntag, er efterhånden skiftet ud med fast tag, først tegl, senere bly, til tider alle tre materialer samtidig. Først i 1751 fik hele kirken blytag.

## Mure
Kirkens mure var pudset og kalkede, men ved reparationsarbejdet i foråret 1907 opdagedes, at murene var opført af frådsten, en slags kildekalk, som man mener er fundet i nærheden af Vandling, et par kilometer fra kirken.

## Restaurering og ombygninger
Præsten fik egnens folk med på tanken om en restaurering af kirken, og man gik i gang med at banke puds af samtlige mure på den oprindelige romanske kirke og af sakristiets ydermur, hvis teglsten også var pudsede.
Sønderjylland var dengang under tysk herredømme, og præsten måtte indhente godkendelse af arbejdet hos de tyske myndigheder i Slesvig og Berlin, som han forelagde et restaureringsudkast i 1911.
Myndighederne var meget interesserede og ønskede at opbygge en "mønsterkirke" under ledelse fra Berlin, men efter lange forhandlinger endte det med, at præst og murermester fortsatte med restaureringen under opsyn af myndighedspersoner fra Slesvig by.
Man ville opbygge kirken, som den oprindeligt var planlagt og fulgte de gamle spor. Murene blev lappede og spækket med cement. Nødvendig skalmuring og understøttelse af fundamentet blev foretaget, arkaderne genåbnet og sideskibene opført. Da der ikke kunne findes flere frådsten i nabolandsbyen Vandling til sideskibenes yderside, måtte man gribe til skalmuring. Frådstensblokke blev taget ud af murene, hvor det ikke kunne ses, og savet ud i tynde plader. Med disse plader "finerede" man støbte cementkvadre, så de lignede frådsten. Der blev så meget "finér", at arkaderne kunne genskabes som før og sideskibene udvendig beklædes med 5 cm frådsten.
Midterskibet har i hver side altid haft 5 buede arkader, som hviler på murede piller, der parvis er ens. Disse arkader blev genåbnede efter at have stået tilmurede i over 700 år. Fra bundet af kirken fjernede man 40 cm fyld, over det oprindelige gulv. Derved kom plint og base, som arkadebuernes piller, til syne. Det første par piller fra øst er retkantede, det andet par er runde og de to sidste par er nærmest kvadratiske. Nogle af pillerne var så medtagne, at de måtte kopieres efter den mindre medtagne partner.
Den asymmetriske placering af de runde piller forklares ved, at der oprindeligt har været en mur tværs over kirken mellem de to sidste piller. Planen med det derved fremkomne 5,5 m lange vestrum kendes ikke, men forskellige byggetekniske finesser bekræfter en teori om hovedindgang fra vest.
Sideskibene er nybygninger, og har ikke helt de oprindelige mål. Forsvundne spor efter vestgavlene og fundamenterne viste, at byggeriet af dem i hvert fald har været påbegyndt sammen med kirkens byggeri i 1100-talllet. Flere ting tyder på, at kirken ikke er blevet færdigbygget. Højkirkemurene skulle blandt andet have været højere for at få det rigtige forhold til sideskibene, men man har tilsyneladende skullet afslutte i en fart. Kun kor og apsis er fuldført efter planen, dog har der muligvis været planer om et tøndehvælv over koret. Det er heller ikke lavet. Det stort anlagte vestparti med tårne og hovedindgang blev kun til en glat mur med et stort vindue.

## Kalkmalerier
Ved restaureringen i 1908-18 fandtes sparsomme spor af kalkmalerier, men kun i apsis. Maleren August Wilckens havde under restaureringsarbejde i Hvidding kirke fundet tilsvarende rester, som kunne bruges som retningslinje for dekorationen i Starup. Han fandt ved afdækningen i apsis Kristus omgivet af evangelisterne med navnebånd, samt en stående Mariafigur. Nedenunder har apostlene været afbildet, men kun knæene har været synlige. Ved hjælp af kopier af malerierne i Hviding rekonstruerede Wilckens i 1917 billederne i Starup.
Derefter malede han sine egne dekorationer i kor og skib. I koret motiver fra korsfæstelsen og opstandelsen, og på apsisvæggen landskabsbilleder, der hentyder til dommedag. På triumfvæggen er malet "Nadveren".
I skibet har han mod syd malet fem billeder: Noahs offer, Abrahams offer, Moses med lovens tavler, Jakobs kamp med englen, og Job spottes af sin hustru. Mod nord er der også malet fem billeder: Jesu dåb, Helbredelsen af en blind, Peter på søen, synkende, Den fortabte søns hjemkomst og Lazarus' opvækkelse. På vestvæggen over tårnbuen er malet "Adam og Eva" og "Uddrivelsen af Paradis". Billederne, der virker lidt hårde, er inspireret af Joakim Skovgaard, der netop havde afsluttet sine kalkmalerier i Viborg domkirke.
Funderingen af malerierne har ikke været i orden, så ved en restaurering i 1955 blev de løse kalkflager, foruden hvad der allerede var faldet ned, fjernet. De tomme felter stod derefter i rå puds.
I 1999 påbegyndtes restaureringen og genetableringen af vægmalerierne således at de var klar til kirkens 900 års jubilæum i år 2000.

## Alterbordet
Alterbordet er en frit komponeret frådstensopbygning fra restaureringstiden. Alterdugen er kniplet af en Starupborger i 1980'erne. Egetræskorset bærer en kristusfigur af messing fra 1909.

## Alterskranken
Alterskranken er fra restaureringen i 1908-18.

## Prædikestolen
Renæssanceprædikestolen er fra 1612, og i dens fem felter er afbildet Frelseren og de fire evangelister med hver sit symbol.

## Orglet
Orglet er et Marcussen & Søn fra 1920, som afløste det gamle fra 1834.

## Andet inventar
I nordre sideskib en præstetavle over Starups præster siden reformationen, samt en tavle over sognets faldne i krigen 1914-18. I søndre kirkeskib et maleri fra 1716 der vises Kristus som dødens og syndens overvinder.

## Klokke
Kirkeklokken er støbt af H. C. Gamst og er fra 1790.

## Udendørs
- Runesten fra ca. år 700 med indskriften "Eiriks kubl" (Eriks minde).
- Gravsten i kirkemur sydøst er en familiegravsten fra 1789 for Christopher Roos, Vandling.
- I sydvestmur gravsten over pastor Paul Ancharius og hans to hustruer, fra 1634.
- I nordvestmur gravsten over slægten Moth fra Vandlinggård.

## Kirkegårdsdige
Diget er fra 1872.
- Fra fjorden
- Starupstenen
- Præstetavle med navne på præster efter reformationen
- Tavle over Starup sogns faldne i 1. verdenskrig
- Maleri forestillende Kristus, som dødens og syndens overvinder

## Eksterne og henvisninger
- Bogværket Trap Danmark
- Folder udgivet af Sdr. Starup Kirkes menighedsråd
- Gorm Benzon: Vore gamle kirker og klostre
- Gyldendals egnsbeskrivelse Sønderjylland, bind 6
- Sønder Starup Kirke hos KortTilKirken.dk
- Sønder Starup Kirke i bogværket Danmarks Kirker (udg. af Nationalmuseet)

- Wikimedia Commons har flere filer relateret til Starup Kirke